# Бенедетто Бордоне
Бенедетто Бордоне (італ. Benedetto Bordone; 1460, Падуя, Венеційська республіка — 1531, Венеція) — італійський видавець манускриптів, мініатюрист, картограф, астролог, гравер.

## Ранні роботи
1494 року він перебував у Венеції, де зміг опублікувати власний італійський переклад «Діалогів» Лукіана.
Бордоне також приписують роботу над ілюстраціями у одній з найвідоміших друкованих книг епохи Відродження Hypnerotomachia Poliphili (1499, Венеція)

## Головна праця
Найвідоміша книга Бенедетто Бордоне — атлас Isolario («Книга Островів», «Libro de Benedetto Bordone, nel qual si ragiona de tutte L'isole del mondo»). У ньому розповідається про відомі картографу острови, з їхніми історією, міфами, культурою, кліматом.
Книга вийшла у 1528 році і була популярною в Італії упродовж XV—XVI століть.
Вона виконувала роль ілюстрованого путівника для моряків, містила 111 мап, включала в себе всі нові трансатлантичні відкриття. Зокрема, «Книга Островів» є першою друкованою згадкою про завоювання Франсіско Пісарро королівства Перу, містить план міста Temistitan (Теночтитлан, нині — Мехіко) до його зруйнування Кортесом, а також найбільш ранню друковану в Європі мапу Японії (Ciampagu) у вигляді острова.

Isolario містить новий для того часу тип мапи — овальне зображення світу, що пізніше трансформувалося у звичні для нас півсфери.
Карта Бордоне досить сильно спотворює Новий Світ, показуючи тільки північну частину Південної Америки. Північна Америка зображена як великий острів Terra del Laboratore (Земля робітника), натякаючи на работоргівлю.

## Родина
Бенедетто Бордоне є батьком лікаря та поета Джуліо Бордоне, відомого як Жюля Сезара Скалігера, а також дідом Жозефа Жюста Скалігера, засновника наукової історичної хронології.